# Cirripectes filamentosus
Cirripectes filamentosus is een  straalvinnige vissensoort uit de familie van naakte slijmvissen (Blenniidae). De wetenschappelijke naam van de soort is voor het eerst geldig gepubliceerd in 1877 door Alleyne & Macleay.
De soort staat op de Rode Lijst van de IUCN als niet bedreigd, beoordelingsjaar 2009.